# Sint-Catharinakerk (Krakau)
De Sint-Catharina-en-Sint-Margarethakerk  (Pools: Kościół św. Katarzyny Aleksandryjskiej i św. Małgorzaty) is een katholieke kloosterkerk in de Poolse stad Krakau.

## Geschiedenis
De kerk werd voor 1363 in opdracht van Casimir de Grote gebouwd voor de Augustijner orde. Het oorspronkelijke bouwplan werd om onbekende redenen echter nooit voltooid. Het geplande kerkschip werd 13 meter korter en ook werden de gevel en de beide torens nooit volgens plan voltooid.
Een vloed in 1534 veroorzaakte grote schade aan het gebouw. Door een brand in 1556 stortte het gewelf naar beneden (herbouwd in 1505). Aardbevingen in 1443 en 1786 brachten het kerkgebouw nieuwe beschadigingen. Tijdens de Zweedse invasie werd de kerk als een hospitaal, magazijn en stal in gebruik genomen.
Na de derde deling van Polen gelastten de Oostenrijkse autoriteiten de sluiting van de kerk. Het gebouw werd in gebruik genomen als arsenaal. De Augustijnen keerden na 18 jaar terug, maar vanwege de tragische staat van het gebouw besloot de stadsraad de kerk te slopen. Dit besluit werd gelukkig nooit uitgevoerd, de Augustijnen vonden de financiële middelen om de kerk vanaf het midden van de 19e eeuw tot de Eerste Wereldoorlog te restaureren. Tegenwoordig is het kerkgebouw een van de fraaiste voorbeelden van gotische architectuur in Polen.
Tijdens de Duitse bezetting werden bijna alle monniken gedeporteerd naar concentratiekampen. Vanaf 1942 diende de kerk als parochiekerk. Grenzend aan de kerk bevindt zich het klooster. In het klooster zijn een aantal middeleeuwse fresco's te bezichtigen.

## Afbeeldingen

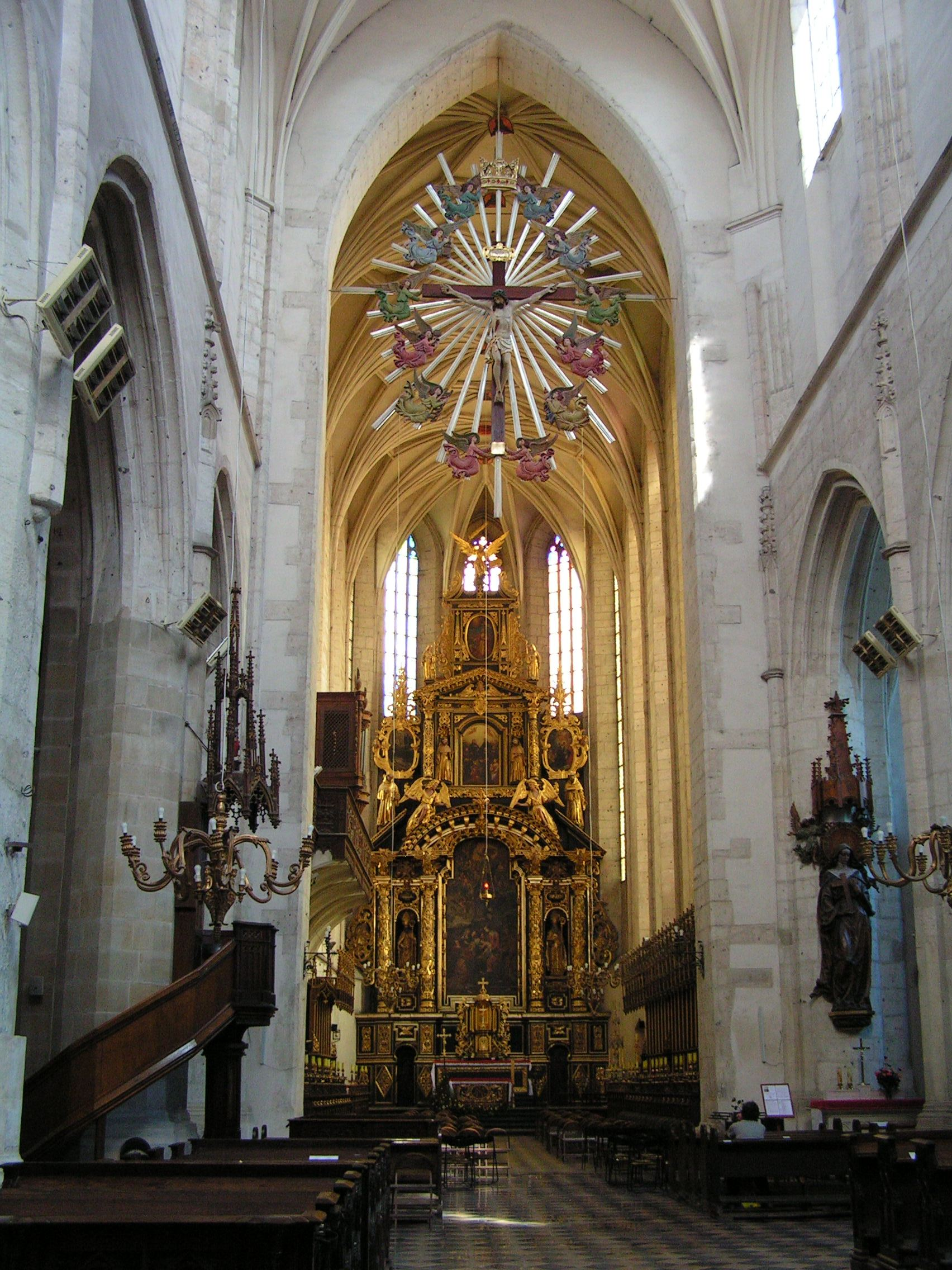
Koor en barok hoogaltaar
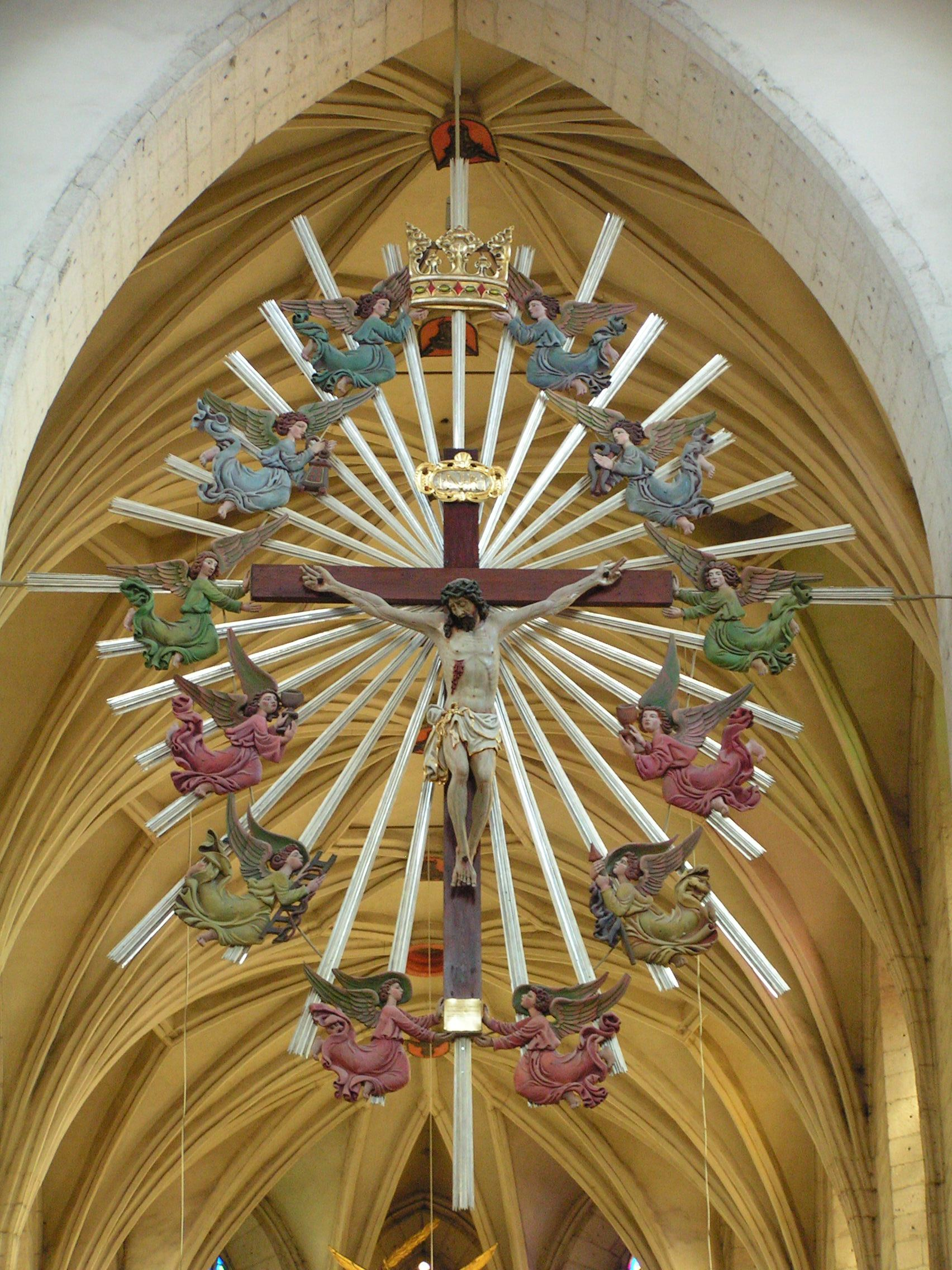
Triomfkruis
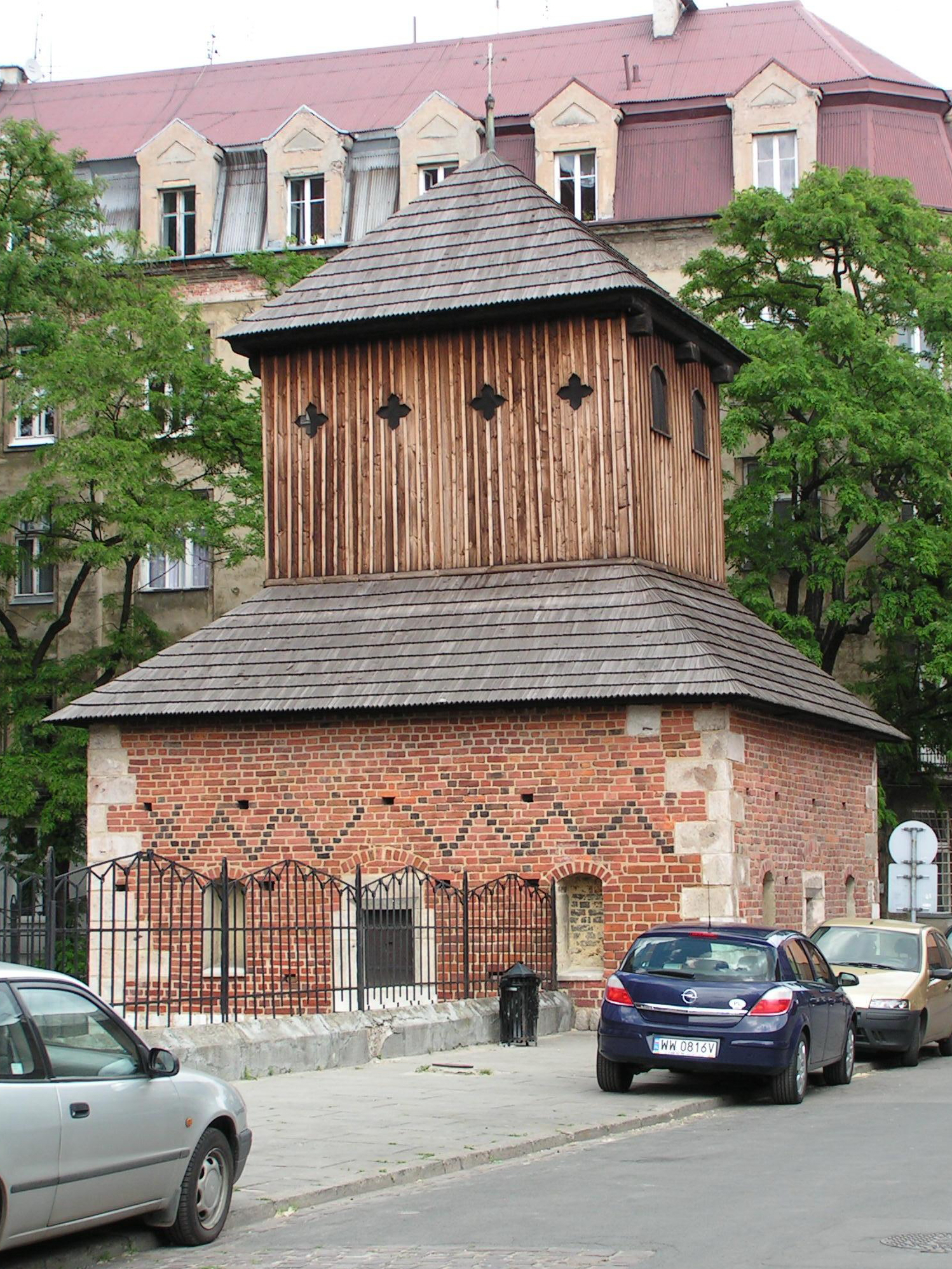
Klokkentoren
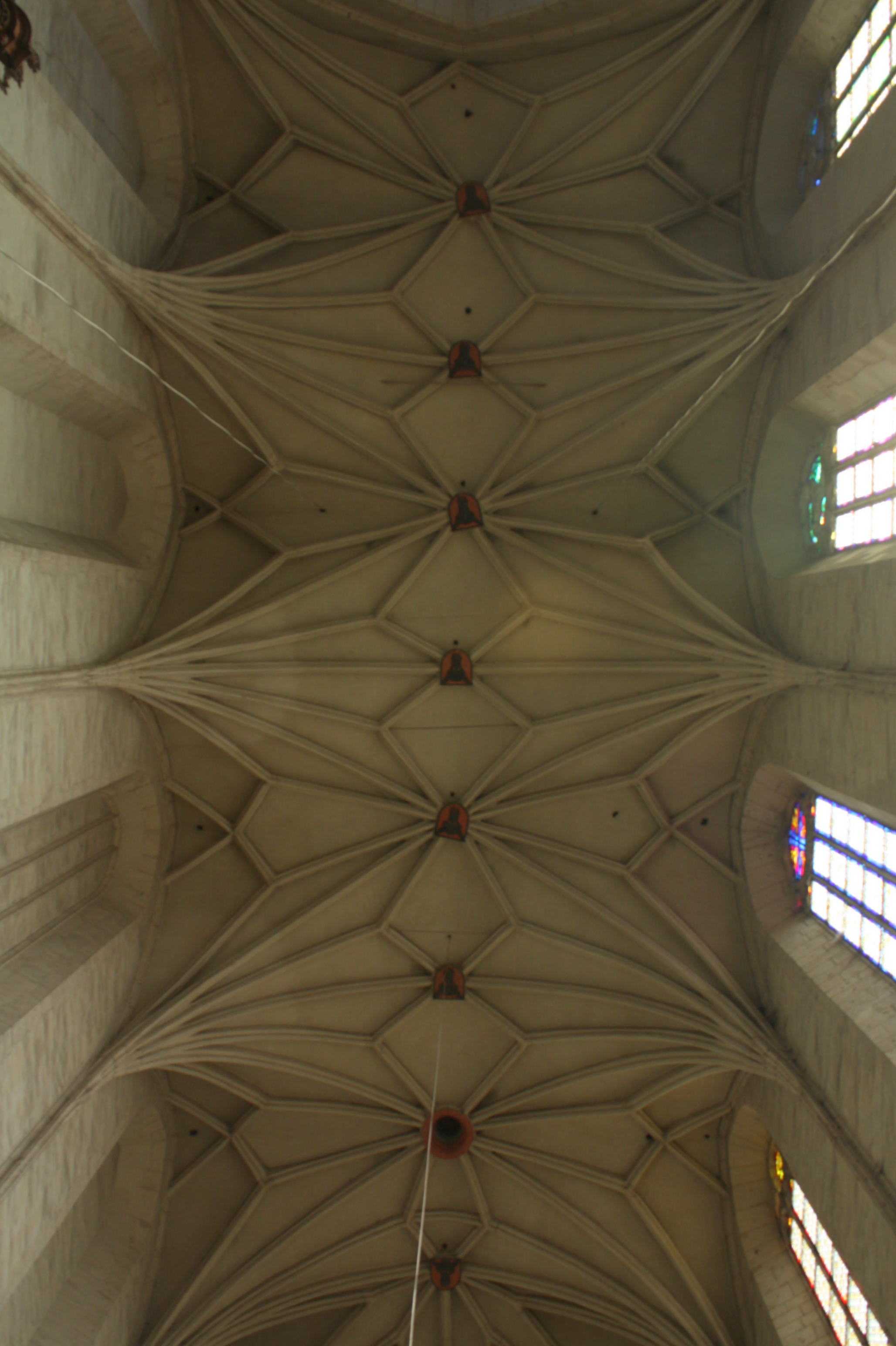
Stergewelf